# Flower Drum Song
Flower Drum Song (conocida en español como Prometidas sin novio en España y Flor de loto en Argentina y México) es una película musical estadounidense de Henry Koster, estrenada en 1961 e inspirada en el musical de Broadway Flower Drum Song de 1958, del compositor Richard Rodgers y el letrista Oscar Hammerstein II, a su vez basado en la novela de 1957 del mismo nombre del autor chino-estadounidense Chin Yang Lee. La película está protagonizada por Nancy Kwan, James Shigeta, Miyoshi Umeki, Jack Soo, Benson Fong y Juanita Hall. Fue nominada a cinco premios de la Academia y dos Globos de Oro, incluida la Mejor Película - Comedia o Musical.

## Sinopsis
Una mujer china emigra ilegalmente con su padre a la ciudad de San Francisco, donde espera reunirse con su prometido. Pero al llegar a Estados Unidos, se enamora de otro hombre.

## Reparto
- Nancy Kwan - Linda Low
- B. J. Baker - Linda Low (canto)
- James Shigeta - Wang Ta
- Juanita Hall - « Auntie » Liang
- Benson Fong - Wang Chi-Yang
- Jack Soo - « Sammy » Fong
- Reiko Sato - Helen Chao
- Marilyn Horne - Helen Chao (canto)
- Patrick Adiarte - Wang San
- Kam Tong - El Doctor Li
- John Dodson - El Doctor Li (cantante)
- Victor Sen Yung - Frankie Wing
- Soo Yong - Madame Ten Fong
- Ching Wah Lee - El profesor
- James Hong - Jefe de los camareros
- Miyoshi Umeki - Mei Li
- George Chakiris - Bailarín en Chop Suey (sin acreditar)

## Premios
En 2008, la película entró en el National Film Registry para su conservación en la Biblioteca del Congreso de los Estados Unidos al considerarse  "cultural, histórica o estéticamente significativa".

## Nominaciones
- 1962: Oscar a la mejor fotografía por Russell Metty
- 1962: Oscar a la mejor banda sonora por Alfred Newman, Ken Darby
- 1962: Oscar a la mejor dirección artística por Alexander Golitzen, Joseph C. Wright, Howard Bristol
- 1962: Oscar al mejor diseño de vestuario por Irene Sharaff
- 1962: Oscar al mejor sonido para Waldon O. Watson
- 1962: Globo de Oro a la mejor película - Comedia o musical
- 1962: Globo de Oro a la mejor actriz - Comedia o musical para Miyoshi Umek
- 1962: Grammy al mejor álbum de banda sonora o grabación original por película o televisión por Alfred Newman